# Лугове (Іртиський район)
Лугове́ (каз. Луговое) — село у складі Іртиського району Павлодарської області Казахстану. Входить до складу Іса-Байзаковського сільського округу.
Населення — 309 осіб (2021; 413 у 2009, 714 у 1999, 684 у 1989).
Національний склад станом на 1989 рік:
- казахи — 30 %;
- росіяни — 26 %;
- німці — 21 %.